# Перейра ди Соза, Майкон
Майко́н Тиа́го Пере́йра ди Со́за, более известный как просто Майкон (порт. Maicon Thiago Pereira de Souza; 14 сентября 1985, Рио-де-Жанейро) — бразильский футболист, выступающий на позиции полузащитника.

## Биография
Майкон — воспитанник школы «Мадурейры», в основном составе которой дебютировал в 2003 году. Вскоре игрок отправился в аренду во «Флуминенсе», за который сыграл в разных турнирах 25 матчей и забил один гол. В 2005 и 2006 годах также отдавался в аренду — в «Бангу» и «Ботафого» соответственно.
С 2007 по 2009 год выступал за немецкий «Дуйсбург». Последний год контракта с этим клубом отыграл на правах аренды на родине за «Фигейренсе». После этого в 2011 году выступал за команду из Флорианополиса уже имея полноценный контракт.
С 2012 по 2015 год Майкон выступал за «Сан-Паулу», где был одним из ключевых игроков, действуя в середине поля в связке с Гансо. С «трёхцветными» завоевал Южноамериканский кубок в 2012 году, а в 2014 году занял второе место в бразильской Серии A.
В 2015 году перешёл в «Гремио» за 7 млн реалов, причём сначала, до конца года, выступал за «мушкетёров» на правах аренды. Майкон стал одним из лидеров «Гремио» и в результате получил капитанскую повязку. В 2016 году помог своей команде завоевать Кубок Бразилии. В первой половине 2017 года игрока часто преследовали травмы (хронический тендинит ахиллова сухожилия), из-за чего оставшуюся часть розыгрыша Кубка Либертадорес, который «Гремио» выиграл 29 ноября, обыграв в финале аргентинский «Ланус». Майкон сыграл в кубке только в двух матчах из десяти, на его позиции успешно выступал Мишел, а капитаном команды почти во всём розыгрыше был Педро Жеромел.
Выступал за «Гремио» до конца 2021 года.

## Титулы
- Чемпион штата Рио-де-Жанейро (1): 2005
- Чемпион штата Риу-Гранди-ду-Сул (4): 2018, 2019, 2020, 2021
- Вице-чемпион Бразилии (1): 2014
- Чемпион Кубка Бразилии (1): 2016
- Обладатель Южноамериканского кубка (1): 2012
- Обладатель Кубка Либертадорес (1): 2017
- Обладатель Рекопы Южной Америки (1): 2018